# Le Décaméron noir
Pour plus de détails, voir Fiche technique et Distribution.
Le Décaméron noir (titre original : Il decamerone nero) est un film italien réalisé par Piero Vivarelli d'après Der schwarze Dekameron de Leo Frobenius et sorti en 1972.

## Autour du film
Le film est une adaptation de cinq épisodes de l'anthologie Der schwarze Dekameron : Belege und Aktenstücke über Liebe , Witz und Heldentum dans Innerafrika (1910 ) de l'ethnologue Leo Frobenius avec une courte vignette finale. Le Décaméron noir est essentiellement un croisement entre les genres film Decamerotico ; Comédie érotique italienne et le film Mondo en mettant au premier plan la nudité pseudo-ethnographique.
Le Décaméron noir a été tourné dans la province de Matera et au Sénégal. L'actrice Beryl Cunningham était à l'époque la partenaire de Piero Vivarelli. Le casting était multinational et comprenait des acteurs sénégalais tels que Djibril Diop Mambety et le couple d'acteurs haïtien Jacqueline Scott-Lemoine et Lucien Lemoine.

## Synopsis
Le film est composé de cinq histoires.
Chaque histoire commence par une introduction faite par un griot en langue Wolof accompagné par un kora.
1. La regina bella (La belle reine) : Une reine d'une grande beauté décide de se marier et soumet ses prétendants à de dures épreuves de force et de courage. Sachant que tous les anciens candidats ont péri de cette façon , N'sani prévoit de gagner la main de la reine par la ruse.
2. Guarigione di una pazza per gli uomini (Guérison d'une folle pour les hommes ) : Un homme est marié à une nymphomane et demande l'aide de son ami pour résoudre ce problème.
3. Gli amanti puniti (Les amants punis) : Un pêcheur soupçonne que sa femme Adu le trompe et fait semblant d'être aveugle afin d'apprendre la vérité.
4. Vendetta di prostituta (Vengeance de prostituée) : Dans un village les anciens punissent les hommes qui couchent la prostituée Mande et celle-ci tend un piège aux anciens afin montrer leur hypocrisie.
5. Che cosa non ha fatto (Qu'est-ce qu'il n'a pas fait) : Beau et « bien doté » Simoa se saoule au Vin de palme et porte des vêtements féminins . Il se rend vite compte que son déguisement lui apporte des avantages. Un juge de village le fait venir dans sa maison afin de le prendre comme sa « nouvelle femme ». Finalement Simoa finit par coucher avec toutes les femmes de la maison.

## Fiche technique
- Titre original : Il decamerone nero
- Titre français : Le Décaméron noir
- Titre anglais : Black Decameron
- Réalisation : Piero Vivarelli
- Scénario : Ottavio Alessi, Leo Frobenius
- Direction artistique :
- Décors :
- Costumes :
- Photographie : Roberto Gerardi
- Montage :
- Musique :Luciano Michelini
- Production : Alfredo Bini
- Société(s) de production :
- Société(s) de distribution :
- Pays d’origine : Italie
- Langue originale : italien
- Format : couleur, sonore
- Genre : Aventure
- Durée : 98 minutes
- Dates de sortie :
  - Italie : 15 octobre 1972
  - France : 7 juin 1973
  - Japon :	13 octobre 1973
  - Royaume-Uni : 2 février 1974
  - Allemagne de l'Ouest : 28 juin 1974

## Distribution
- Beryl Cunningham : La reine
- Serigne Ndiaye 'Gonzales' : N'sani
- Jacqueline Scott-Lemoine : La dignitaire de la reine
- Josy McGregory : Adu
- Line Senghor : Mande
- Djibril Diop Mambéty : Simoa
- Lucien Lemoine : le juge
- Isseu Niang (crédité comme Issa Niang) : la femme du juge
- Isabelle Diallo : Antha, fille du juge
- Bintha Gassama : la fille sur le tableau final

### Crédits de traduction
- (en) Cet article est partiellement ou en totalité issu de l’article de Wikipédia en anglais intitulé « The Black Decameron » (voir la liste des auteurs).